# Louis-François Trouard
Louis-François Trouard (París, 1729 - 1794) fue un arquitecto francés.
Louis François Trouard nació en París en 1729, fue alumno de Loriot y obtuvo el Grand Prix de la Académie d'Architecture en 1753. Fue miembro de la Academia desde 1769. Algunas de sus obras más importantes fueron:

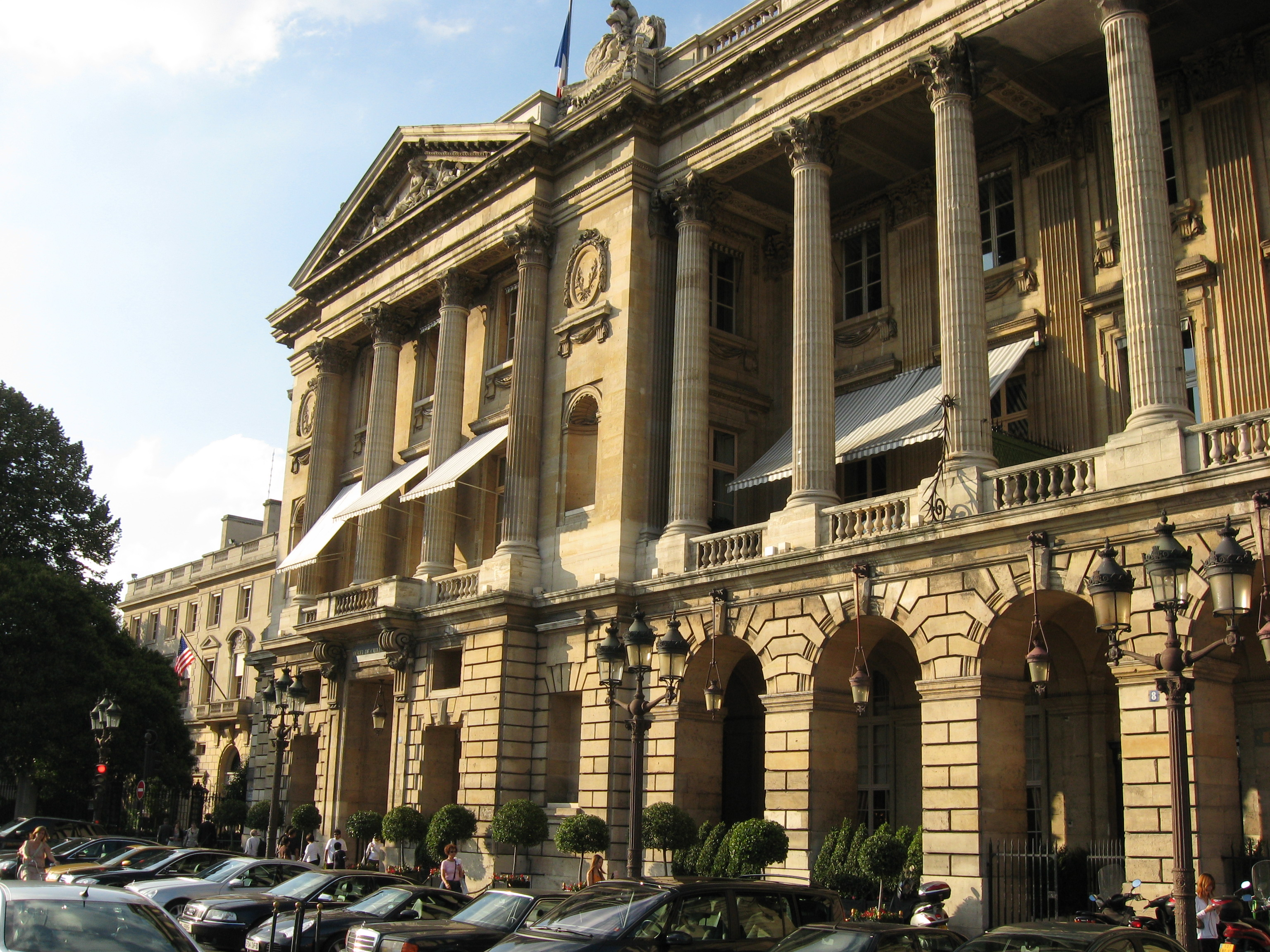
El actual Hotel Crillon, una de sus obras más conocidas.

- Capilla de la Providencia (llamada comúnmente de los Catecismos en razón de su uso actual) en un flanco de la Catedral de Saint-Louis de Versalles (1764).
- Finalización (torres y fachada occidental) de la Catedral de la Sainte-Croix de Orléans (1765-73).
- Iglesia de Saint-Symphorien de Versalles (1764-71): iglesia de estilo neoclásico, de planta basilical, con una fachada de inspiración palladiana.
- Hôtel d'Aumont, 10 plaza de la Concordia, en la esquina de calle Boissy d'Anglas (1775), alberga hoy día el Hotel Crillon.
- Capilla y vestíbulo del château de Meung-sur-Loire (atribución).

- Datos: Q3260513